# كانون (جورجيا)
كانون (بالإنجليزية: Canon, Georgia)‏ هي مدينة تقع في مقاطعة فرانكلين، جورجيا, مقاطعة هارت، جورجيا بولاية جورجيا في الولايات المتحدة. تبلغ مساحة هذه المدينة 8.2 (كم²)، وترتفع عن سطح البحر 280 م، بلغ عدد سكانها 804 نسمة في عام 2010 حسب إحصاء مكتب تعداد الولايات المتحدة.

## وصلات خارجية
- Cities & Counties - Georgia.gov